# Dance of the Clairvoyants
Dance of the Clairvoyants è un singolo del gruppo musicale statunitense Pearl Jam, pubblicato il 22 gennaio 2020 come primo estratto dall'undicesimo album in studio Gigaton.

## Video musicale
Sono state pubblicate tre versioni del videoclip del brano: Dance of the Clairvoyants (Mach I) il 22 gennaio 2020, Dance of the Clairvoyants (Mach II) circa una settimana dopo e Dance of the Clairvoyants (Mach III) il 7 febbraio successivo.

## Tracce
1. Dance of the Clairvoyants – 4:26

## Formazione
- Eddie Vedder – voce, cori
- Jeff Ament – chitarra, tastiera
- Matt Cameron – batteria, percussioni, programmazioni
- Stone Gossard – chitarra, basso
- Mike McCready – chitarra, percussioni